# Styloxus
Styloxus es un género de escarabajos longicornios de la tribu Methiini.

## Especies
- Styloxus angelesae Noguera, 2005
- Styloxus bicolor (Champlain & Knull, 1922)
- Styloxus fulleri (Horn, 1880)
- Styloxus fulleri californicus (Fall, 1901)
- Styloxus fuscus Chemsak & Linsley, 1964
- Styloxus lucanus LeConte, 1873
- Styloxus oblatipilis Chemsak & Linsley, 1964
- Styloxus parvulus Chemsak & Linsley, 1964